# Soamanova
Soamanova is een plaats en commune in het zuiden van Madagaskar, behorend tot het district Vangaindrano, dat gelegen is in de regio Atsimo-Atsinanana. Tijdens een volkstelling in 2001 telde de plaats 10.980 inwoners.
De plaats biedt enkel lager onderwijs. 98 % van de bevolking werkt als landbouwer. De belangrijkste landbouwproducten zijn rijst en koffie; andere belangrijke producten zijn suikerriet, maniok en gerst. Verder is 2 % actief in de dienstensector.